# Carbonea vitellinaria
Carbonea vitellinaria,  (äggsvartlav) är en lavart som först beskrevs av William Nylander och som fick sitt nu gällande namn av Hannes Hertel. 
Carbonea vitellinaria ingår i släktet Carbonea och familjen Lecanoraceae. Arten är reproducerande i Sverige. Inga underarter finns listade i Catalogue of Life.